# St. Laurentius (Aichelau)

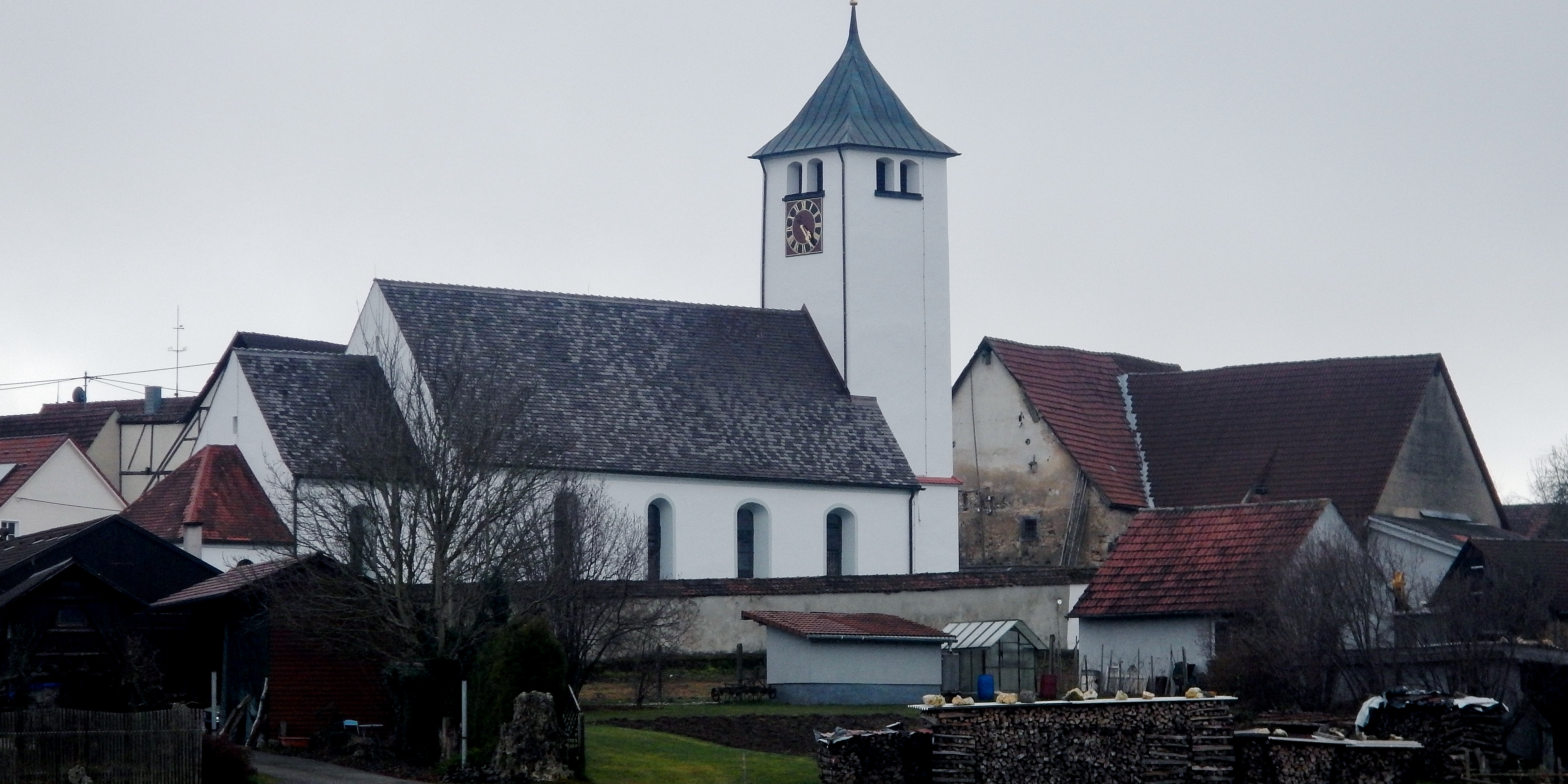
St. Laurentius in Aichelau

Die römisch-katholische Pfarrkirche St. Laurentius steht in Aichelau, einem Gemeindeteil von Pfronstetten im Landkreis Reutlingen in Baden-Württemberg. Die Kirchengemeinde gehört zum Dekanat Reutlingen-Zwiefalten der Diözese Rottenburg-Stuttgart. Kirchenpatron ist Laurentius von Rom.

## Beschreibung
Die Saalkirche besteht aus einem Langhaus, das mit einem Satteldach bedeckt ist, einem eingezogenen, gerade geschlossenen Chor im Osten und einem älteren Fassadenturm im Westen, dessen oberstes Geschoss die Turmuhr und den Glockenstuhl beherbergt.
Zur Kirchenausstattung gehört ein Hochaltar aus dem späten 17. Jahrhundert, auf dessen Altarretabel eine barocke Pietà dargestellt wird, und das von den Statuen des heiligen Stephanus und des Kirchenpatrons heiligen Laurentius flankiert wird. An der Brüstung der Empore befinden sich Hermen und Putten, die Johann Joseph Christian um 1740 geschnitzt hat.